# Cincinnati Royals 1957-1958
La stagione 1957-58 dei Cincinnati Royals fu la 10ª nella NBA per la franchigia.
I Cincinnati Royals arrivarono secondi nella Western Division con un record di 33-39. Nei play-off persero la semifinale di division con i Detroit Pistons (2-0).

## Roster
| N° | Naz.                   | Ruolo | Sportivo         | Anno | Alt. | Peso |
| -- | ---------------------- | ----- | ---------------- | ---- | ---- | ---- |
| 10 | Stati Uniti (bandiera) | G     | Dick Duckett     | 1933 | 185  | 84   |
| 11 | Stati Uniti (bandiera) | GA    | Jim Paxson       | 1932 | 198  | 91   |
| 12 | Stati Uniti (bandiera) | AC    | Maurice Stokes   | 1933 | 201  | 105  |
| 14 | Stati Uniti (bandiera) | G     | Richie Regan     | 1930 | 188  | 88   |
| 15 | Stati Uniti (bandiera) | G     | George King      | 1928 | 183  | 79   |
| 15 | Stati Uniti (bandiera) | G     | Jerry Paulson    | 1935 | 188  | 84   |
| 20 | Stati Uniti (bandiera) | GA    | Tom Marshall     | 1931 | 193  | 98   |
| 22 | Stati Uniti (bandiera) | AC    | Don Meineke      | 1930 | 201  | 94   |
| 24 | Stati Uniti (bandiera) | AC    | Dick Ricketts    | 1933 | 201  | 98   |
| 25 | Stati Uniti (bandiera) | AC    | Dave Piontek     | 1934 | 198  | 104  |
| 27 | Stati Uniti (bandiera) | GA    | Jack Twyman      | 1934 | 198  | 95   |
| 34 | Stati Uniti (bandiera) | AC    | Clyde Lovellette | 1929 | 206  | 106  |

## Staff tecnico
- Allenatore: Bobby Wanzer